# Giro di Toscana 1966
Il Giro di Toscana 1966, quarantesima edizione della corsa, si svolse il 27 marzo su un percorso di 262 km, con partenza a Montecatini Terme e arrivo a Montecatini Alto. Fu vinto dal tedesco Rudi Altig della Molteni davanti agli italiani Dino Zandegù e Felice Gimondi.

## Ordine d'arrivo (Top 10)
| Pos. | Corridore          | Squadra           | Tempo    |
| ---- | ------------------ | ----------------- | -------- |
| 1    | Rudi Altig         | Molteni           | 7h20'00" |
| 2    | Dino Zandegù       | Bianchi-Mobylette |          |
| 3    | Felice Gimondi     | Salvarani         |          |
| 4    | Guido De Rosso     | Molteni           |          |
| 5    | Marcello Mugnaini  | Filotex           |          |
| 6    | Vittorio Adorni    | Salvarani         |          |
| 7    | Rolf Maurer        | Filotex           |          |
| 8    | Franco Balmamion   | Sanson            |          |
| 9    | Flaviano Vicentini | Legnano-Pirelli   |          |
| 10   | Franco Bitossi     | Filotex           |          |